# 东北小米草
东北小米草（学名：Euphrasia amurensis）为玄参科小米草属下的一个种。